# رأسمالية اجتماعية
الرأسمالية الاجتماعية باعتبارها نظرية أو موقفًا سياسيًّا أو فلسفيًّا، تتحدى فكرة أن النظام الرأسمالي هو بطبيعته معاد لأهداف الاشتراكية. ويكمن جوهر الرأسمالية الاجتماعية في أن الأسواق تعمل بشكل أفضل والإنتاج يكبر من خلال إدارة الدولة للاقتصاد الكلي إدارة سليمة. وتفترض الرأسمالية الاجتماعية أن وجود شبكة دعم اجتماعي قوية تعزز إنتاج رأس المال. ومن خلال خفض نسبة الفقر، تزيد نسبة المشاركة في سوق رأس المال. وتفترض الرأسمالية الاجتماعية أيضًا أن التنظيم الحكومي، وحتى رعاية الأسواق، يمكن أن يؤديا إلى نتائج اقتصادية أفضل، كما يتضح في رعاية الحكومة للإنترنت أو تنظيم سندات الضمان الأساسية.

## تاريخها
وفي أوائل عام 2009، دعى رئيس الوزراء الأسترالي كيفين رود إلى اتباع نهج اقتصادي جديد سماه «الرأسمالية الاجتماعية» والذي يشمل «نظامًا من الأسواق المفتوحة، وهو نظام منظم بوضوح من قبل داعمين له، ونظامًا آخر تتدخل فيه الدولة لتقلل من التفاوتات الأكبر في أن الأسواق التنافسية حتمًا ستتواجد».”
يبدو أن الجذور العلمية للرأسمالية الاجتماعية متواجدة في الدراسة البارزة لكيس فان كيرسبيرغن عن الاقتصادات الأوروبية، بعنوان الرأسمالية الاجتماعية: وهي دراسة عن الديمقراطية المسيحية ودولة الرفاهة. يحدد فان كيرسبيرغن الرأسمالية الاجتماعية باسم «النواة المشتركة» لـدولة الرفاهة الأوروبية ويضع الرأسمالية الاجتماعية باعتبارها «طريقًا وسطًا» بين الجماعية الاشتراكية والفردية الليبرالية الجديدة. ويمكنكم الاطلاع على نص دراسة كيس فان كيرسبيرغن «الرأسمالية الاجتماعية» على كتب جوجل (google books).
هناك شرح آخر للرأسمالية الاجتماعية يتمثل في مجموعة روبرت كورف المكونة من ثلاثة مجلدات بعنوان الرأسمالية الاجتماعية: بين النظرية والتطبيق. وفيها تتفق رؤية كورف عن الرأسمالية الاجتماعية تمامًا مع المصادر المذكورة أعلاه: حيث ينتقد بشدة «الرأسمالية غير المقيدة»؛ ويدعو إلى سياسة تقوم على الأدلة التجريبية بدلاً من التكهنات الأيديولوجية، كما أنه ينظر إلى القيمة الجوهرية للرأسمالية الاجتماعية «من أجل تحقيق الإمكانات الكاملة للناس من كل خلفية وفقًا لقدرتهم ورغبتهم». ولذلك فهو «يرفض أي تدابير تتأثر بالتحيز الطبقي».
وبالتقائه مع فترة الركود بداية من عام 2008، حدثت زيادة في نشاط الرأسمالية الاجتماعية على شبكة الإنترنت وفي المدونات.

كما أن هناك مراجع أخرى للرأسمالية الاجتماعية تدعم النظرية الجوهرية أن الاشتراكية والرأسمالية ليست نظريات معادية.
إن الرأسمالية الاجتماعية كما هي موضحة في هذا المقال ليست لها علاقة مباشرة بمفهوم رأس المال الاجتماعي كما عممه روبرت بوتنام وجيمس صموئيل كولمان.

## تميز الرأسمالية الاجتماعية عن النماذج الاقتصادية الأخرى
تشكك معظم تعاريف الديمقراطية الاجتماعية في التطبيق الكامل للرأسمالية التقليدية. فالرأسمالية الاجتماعية تشمل بالفعل مبادئ نظرية الرأسمالية التقليدية. وتؤيد الرأسمالية الاجتماعية الرأسمالية التقليدية كما جسدها آدم سميث باسم «اليد الخفية» للسوق. إن مصطلح «اليد الخفية» ينبغي أن يكون خاليًا إلى أقصى حد ممكن لإنتاج كفاءات السوق لجميع المشاركين في السوق: الاقتصاد الأساسي. ومع ذلك، يلتزم النظام الحكومي، في ظل الرأسمالية الاجتماعية، بحماية السوق من التلاعب. ويجب حماية السوق بحيث تتمكن اليد الخفية من العمل لتحقيق أقصى درجات النمو.
ومن أحد الاختلافات مع الرأسمالية النقية أن الأفراد الفقراء/المحتاجين في الفئة الثانية للاقتصاد لن يستجيبوا إلى متطلبات السوق لأنهم يعتمدون على الدعم الخاص أو الحكومي. وهناك اختلاف آخر وهو أن الرأسمالية الاجتماعية تتضمن وجود لوائح دقيقة للسوق باعتبارها ضرورة لتحقيق الاستقرار الاقتصادي.
في ظل نظرية الرأسمالية الاجتماعية، لا يعد الاختلاف الأساسي بين الطبقات هو الدخل أو خط الفقر. بل يكمن الاختلاف في استقلال الأشخاص عن ضوابط القطاع الحكومي/الخاص. وقد تأخذ هذه الضوابط شكلاً من أشكال الدعم أو التحفظ من قبل الحكومة أو المؤسسات الخيرية. أمثلة على ذلك: إذا كان الفرد يعتمد على الدعم الخاص أو الحكومي لتلبية الاحتياجات الأساسية مثل المسكن أو الطعام، فإن هذا الشخص يقع في الفئة الثانية. وإذا كان الفرد يعتمد على السيطرة الحكومية من خلال نظام العدالة الجنائية أو نظام الصحة النفسية، فإن هذا الشخص يقع أيضًا في الفئة الثانية. ويتم تعريف جميع الأفراد الذين يقعون في الفئة الثانية من خلال علاقة نشطة ومستمرة مع الضوابط الحكومية. كما أنهم لا يعتبرون أفرادًا مستقلين/منتجين من السكان. وعلى هذا النحو فهم يعدون عائقًا اقتصاديًا.
إن النهج المكون من فئتين يتناقض مباشرة مع النموذج الاقتصادي التقليدي المكون من ثلاثة أجزاء والمرتبط بالاقتصادات الرأسمالية: الطبقة العليا والطبقة المتوسطة والطبقة الدنيا. وتتمثل أهمية الاختلاف في أن نظرية الرأسمالية الاجتماعية ترى أن البرامج الاجتماعية لا حاجة لها وليست إيجابية للطبقتين العليا والمتوسطة. بينما ترى الرأسمالية الاجتماعية أن البرامج الاجتماعية الشاملة تضر الاقتصادات لأن هذه البرامج الكبيرة تُقلص أسواق رأس المال. وقد بنيت العديد من الاقتصادات الأوروبية على نموذج الاشتراكية العالمية التي تعاني من تدخل السوق في مختلف قطاعات الاقتصاد. كما تقلص الضرائب المرتفعة المفروضة على البرامج الاجتماعية الشاملة سوق رأس المال كله وبالتالي تقلص الاقتصاد الوظيفي.
ترى الرأسمالية الاجتماعية أن اقتصاد الطبقة الأولى يعمل بشكل مستقل عن اقتصاد الطبقة الثانية في نواح متعددة. فمن الممكن والمنتشر للثروة الكبيرة أن تتراكم في الطبقة العليا بغض النظر عن حجم الطبقة الدنيا أو التغيرات التي تحدث في الطبقة الدنيا. ومع ذلك، تهدف البرامج الاجتماعية الأقوى إلى تقليص حجم الطبقة الدنيا مما يؤدي إلى مزيد من الثروة في الطبقة العليا. ويوضح استطلاع تم إجراؤه عن الناتج المحلي الإجمالي للبلدان في جميع أنحاء العالم بسهولة أن تقلص الطبقة الدنيا يؤدي إلى فوائد تصاعدية في الطبقة العليا.

## فوائد النموذج الرأسمالي الاجتماعي
يعد الاستقرار المتزايد للاقتصادات والذي ينتج عن اللوائح الحكومية الدقيقة، من أحد المميزات التي تدعيها الرأسمالية الاجتماعية. ويجب أن تكون اللوائح محدودة قدر الإمكان بحيث يتمكن مشاركو الفئة الأولى من إنتاج أكبر قدر من الناتج المحلي. ومع ذلك، هناك حاجة إلى اللوائح لضمان أن الأفراد لا تستغل الأسواق لتحقيق مكاسب شخصية على حساب نمو السوق والاستقرار.
وهناك ميزة قوية أخرى تشملها نظرية الرأسمالية الاجتماعية وهي التميز الواضح في العالم الحقيقي بين الأفراد الذين يقعون في الفئتين. فأفراد الفئة الأولى لديهم دخل ثابت يسمح لهم بالعمل دون دعم خاص أو حكومي. بينما أفراد الفئة الثانية لا يمكنهم تلبية معيار المعيشة السائد ويعتمدون على الدعم الخاص أو الحكومي. ويشمل الجزء الأكبر من هذه المجموعة ما يلي:
- الأسر الفقيرة التي تعتمد على الإسكان الحكومي وبطاقات الطعام.
- الأطفال الذين يعتمدون على التعليم العام والخاص ليصبحوا مشاركين في السوق
- المسنون الذين لم يظلوا يكسبون الأجور اللازمة لتلبية معيار المعيشة السائد
- المجرمون ذوو الدخل المنخفض الذين يحتاجون إلى تدخل الشرطة.

المجرمون ذوو الدخل المرتفع هم مجموعة صغيرة لا تتفق تمامًا مع النموذج المكون من فئتين. ولا تمتلك مكانًا واضحًا لهؤلاء الأشخاص إلا نماذج اقتصادية قليلة
من خلال تصور الاقتصادات الحديثة في فئتين، من الممكن أن نرى برامج دعم اجتماعي على نطاق واسع للفقراء مثل تعزيز الاستقرار الاقتصادي والنمو. وترد بعض الأمثلة أدناه للمساعدة في تقديم شرح عملي عن كيفية عمل ذلك:
'هذه القائمة ليست إلا مجرد قائمة توضيحية للعديد من مسؤوليات اقتصاد الفئة الثانية".
1. يعد الإجرام الناتج عن الفقر أمرًا هامًا ويلقي بظلاله على الاقتصاد ككل. فالجريمة تتسبب في انخفاض قيمة العقارات. وتخفض المتاجر داخل محيط واسع من المناطق التي ترتفع فيها معدلات الجريمة من أعمالها التجارية. كما يتسبب الخوف داخل المجتمعات في انخفاض الاستهلاك لأن المستهلكين يختارون البقاء في المنزل بدلاً من استكشاف تجار التجزئة المحليين في منطقتهم. ويقدر خبراء الاقتصاد البارزون أن الجريمة تتسبب في خفض الناتج المحلي الإجمالي الأمريكي بنسبة 1-3%. وستؤدي البرامج الاجتماعية التي تهاجم الجريمة من جذورها في الفقر إلى زيادة الناتج الاقتصادي. بينما لم تؤد الرأسمالية والسياسات الصعبة المرتبطة بنظرية الرأسمالية المحافظة إلى انخفاضات هامة في معدلات الجريمة المحلية أو العالمية.
2. تتسبب المجتمعات الشديدة الفقر في ارتفاع التكاليف الطبية الحكومية وارتفاع معدلات التأمين الطبي. كما أن هذه المجتمعات تعاني من معدلات عالية من السمنة والأمراض والآلام الأخرى. ولأن الفقراء لا يحصلون إلا على نسبة ضئيلة من الرعاية الأساسية، تستخدم المجتمعات الفقيرة الرعاية الطبية الطارئة بمعدلات عالية بشكل غير متناسب. وتميل المضاعفات الطبية إلى أن تصبح أكثر خطورة بسبب سوء الصحة بشكل عام في المجتمعات المحرومة. وقد انتقلت هذه التكاليف في النهاية بشكل من أشكال ارتفاع معدلات التأمين وفرض ضرائب أعلى.
3. يتلقى الأطفال في المدارس التي ترتفع بها نسبة الفقر مستوى غير جذاب من التعليم. وأساسًا، يتم إزالة هؤلاء الأطفال من اقتصاد رأس المال الإنتاجي ويصبحون مسؤوليات اقتصادية. ومن خلال توفير تعليم تنافسي للطلاب الفقراء، يمكن للاقتصاد تسويق مسؤولية من أجل المنفعة.

## الرأسمالية الاجتماعية المطبقة
في الأعمال التجارية، يُنظر إلى الرأسمالية الاجتماعية على أنها قدرة الشركة في امتلاك أو الحصول على تنمية إيجابية صحية. وتخلق الشركات التي تعود إلى المجتمع، من خلال القيام بحملات لتوصيل رسالة إيجابية مثل تلك التي قامت بها لجنة الألبان الكندية (حملة التسميات) أو من خلال التحليل إلى عوامل في الاعتبارات الاجتماعية، بيئة أكثر مساعدة في تعظيم الأرباح بشكل ثابت. ويربط الناس الذين يضعون في اعتبارهم الإعلانات برسالة رأسمالية اجتماعية المنتج بالمشاعر الإيجابية التي يشعرون بها من الإعلانات. وفي المجتمعات البدائية التي تشارك في الأعمال التجارية، تعد الرأسمالية الاجتماعية مجتمعًا تملكه الأعمال التجارية التي توظف أفراد المجتمع وتعود مباشرة إلى المجتمع كي تبني القدرات وتقدير الذات. وعادة ما تدور الرأسمالية، كنموذج تجاري، حول استغلال العمال وسوق حصر الأرباح من القوة العاملة التي تتقاضى أجرًا وعلى محاسبة المستهلك. إن الرأسمالية الاجتماعية ليست معادية للأسواق الحرة أو الملكية الخاصة للممتلكات. بدلاً من ذلك، تعترف الرأسمالية الاجتماعية بالنجاح الفريد للرأسمالية، وخاصة تلك التي تكون تحت إشراف اجتماعي مناسب. وبالتالي تسعى الرأسمالية الاجتماعية إلى إيجاد نهج متوازن لقطاع الأعمال ودور الدولة؛ وذلك بهدف تحسين بيئة الأعمال لتحقيق أقصى نمو اقتصادي مستدام.
على المستوى الأصغر، تشير الرأسمالية الاجتماعية إلى أن أفضل الممارسات التجارية ينبغي أن تلبي احتياجات المستهلكين، بما فيها احتياجات العمال باعتبارهم حجر الأساس للاستهلاك. ويؤدي استغلال أحواض السباحة الأرخص على الإطلاق للعمل دون أي اعتبار في الحفاظ على نتائج الاستهلاك إلى فشل السوق في شكل مأساة المشاعات. وستزيد الأعمال فقط من الأرباح الجماعية لأن المستهلك والمستثمرين يضعون في الاعتبار تنفيذ إجراءات مسؤولة للأعمال التجارية كما ينطرون بعين الاعتبار عند شراء سلع من الشركة أو توفير رأس مال.
تعترف مجلة فاست كومباني الآن سنويًا بالشركات المنشأة للربح والتي تسعى إلى الوصول إلى نتائج اجتماعية إيجابية في جوائزها عن الرأسمالية الاجتماعية. وتسرد المجلة 45 من الرواد الاجتماعيين الذين يغيرون العالم بشكل إيجابي.
وفي كثير من الأحيان تم تصميم الرأسمالية التقليدية للملاءمة الاقتصادية الجزئية للرأسماليين الأقوياء. ومن ناحية أخرى، تركز الاشتراكية التقليدية بشكل كبير على التخطيط المركزي، مما يؤدي إلى التسبب في اقتصاد اختناقي. ودائمًا ما يُضعف التخطيط المركزي المجتمع ويمنع ترشيد تخصيص الموارد. ومن الضروري أن يكون هناك نظام اقتصادي جديد لاختراق المشكلات المتأصلة في الرأسمالية والاشتراكية. وهذا يُسمى بـ «الرأسمالية الاجتماعية» مع كل من مفهوم الرأسمالية التقليدية والاشتراكية التي يقوم عليها نظام أكثر قوة قائم على السوق. وينبغي أن تعمل الحكومة كشركة كبيرة واحدة لإدارة القطاع العام والأمة جميعًا لخلق فرص ربح أكبر لأصحاب المشاريع. ومن أجل تحقيق نظام رأس المال الاجتماعي، يجب أن تأخذ الحكومة دورًا مبادرًا في نظام إدارة الشركات وتستثمر في صناعة مستقبل مرغوب فيه أو تقنية من أجل تغيير المجتمع نحو دولة أكثر ثراءً وأكثر سعادة.
وقد حدد باحث واحد على الأقل عناصر الصفقة الجديدة (على الأقل تلك التي سهلت وعززت نتائج السوق) باعتبارها الجذور التاريخية للرأسمالية الاجتماعية، على الرغم من اشتمال الصفقة الجديدة أيضًا على بدايات خاطئة وفشلها في إضفاء طابع مؤسسي على أي جهد منظم ودائم لمتابعة النهايات المنطقية للرأسمالية الاجتماعية.